# Mohammed Zaman
Mohammed Zaman (29 de abril de 1965 - 22 de fevereiro de 2010) foi um líder militar e político pachtun afegão.